# TempEau
TempEau. ist eine aus Ahrensburg bei Hamburg stammende Rockband. Mitglieder dieser Band sind der Schauspieler Marek Harloff (Gesang, Bass) und die beiden Mitglieder der Band Selig, Jan Plewka (Gesang, Gitarre) und Stephan „Stoppel“ Eggert (Schlagzeug). Sie alle sind im schleswig-holsteinischen Ahrensburg und dem benachbarten Großhansdorf aufgewachsen und wohnen inzwischen auch wieder dort.

## Geschichte
Bis Februar 2005 hatten sie die EP Die Temperatur des Wassers und das Album TempEau. auf dem Markt. Zu sehen ist die Band nicht nur bei Live-Konzerten, sondern auch in dem Jugendstück Lila, welches im Hamburger Schauspielhaus aufgeführt wurde.
Ihren ersten TV-Auftritt in dieser Konstellation als TempEau. hatten sie im Herbst 2005 bei Raffaela Jungbauer in der Musiksendung Newcomer TV im hr-fernsehen und im WDR.
2006 trat die Band mit dem Lied Schöner Tag für Schleswig-Holstein bei Stefan Raabs Bundesvision Song Contest an und landete auf dem 11. Platz. Das zweite Album Kein Weg zurück ist am 5. Mai 2006 erschienen. Während auf TempEau. Marek Harloff bei allen Liedern den Sologesang übernahm, teilen sich auf Kein Weg zurück Harloff und Jan Plewka diese Rolle. 
TempEau. tourte im Jahre 2006 unter anderem als Vorgruppe auf der Solo-Tournee des Ärzte-Schlagzeugers Bela B.

## Diskografie

### Alben
- 2005: TempEau.
- 2006: Kein Weg zurück

### EPs
- 2004: Die Temperatur des Wassers

### Singles
- 2005: Ich und Du
- 2006: Schöner Tag
- 2006: Vorbei
- 2006: Mädchen aus Greifswald